# Lucy Maud Montgomery
Lucy Maud Montgomery, (spunându-i-se mereu „Maud” de către familie și prieteni) și cunoscută publicului ca L. M. Montgomery, (n. 30 noiembrie 1874 - d. 24 aprilie 1942) a fost o scriitoare canadiană, celebră pentru seria de romane ce a început cu Anne of Green Gables, publicat în 1908.
L. M. Montgomery s-a născut în aceeași zi și an cu fostul premier britanic Sir Winston Churchill.

## Operă

### Romane
- Anne of Green Gables (1908)

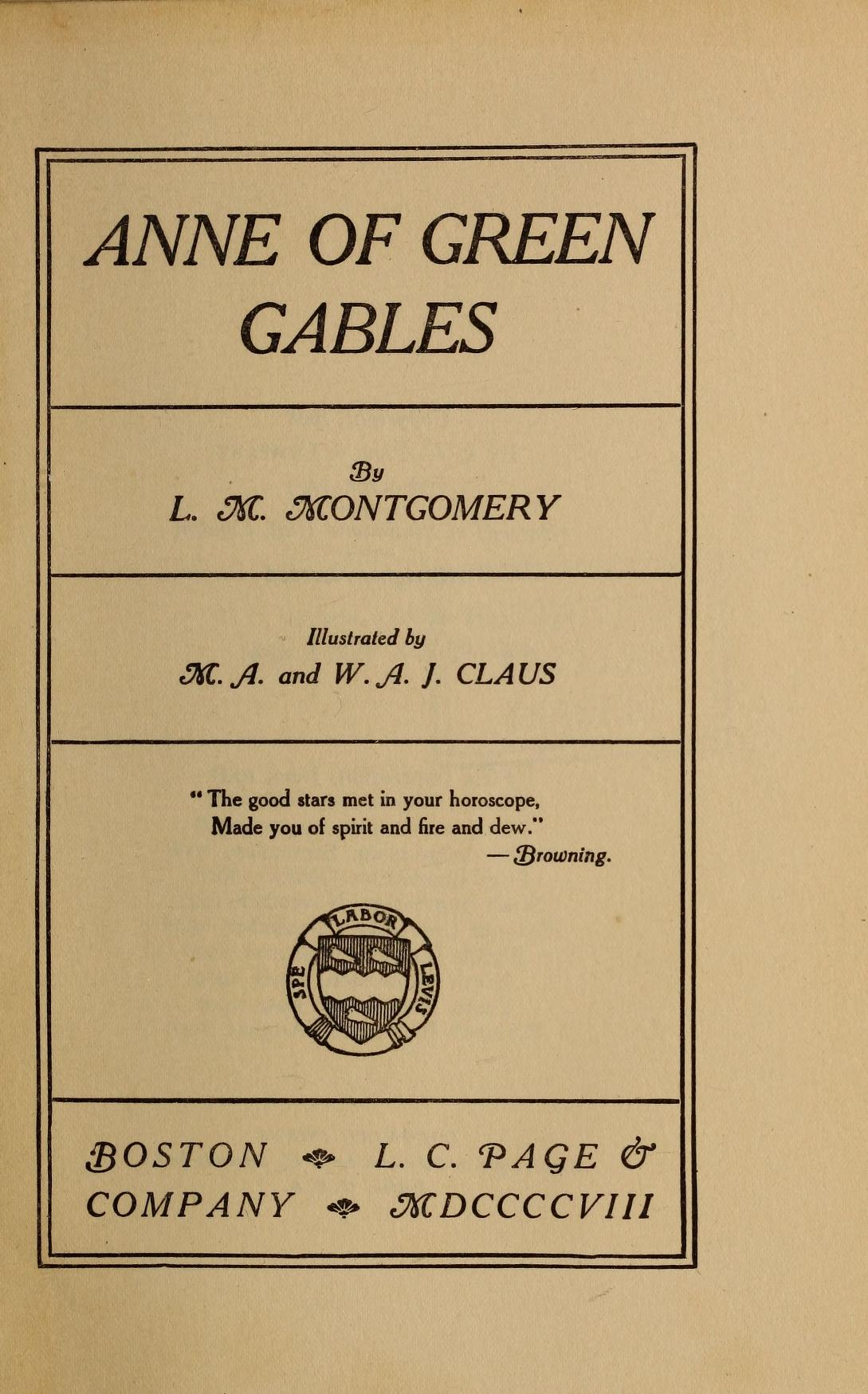
Pagina de titlu a primei ediții a Anne of Green Gables

- Anne of Avonlea (1909) (continuare la Anne of Green Gables)
- Kilmeny of the Orchard (1910)
- The Story Girl (1911)
- The Golden Road (1913) (continuare la The Story Girl)
- Anne of the Island (1915) (continuare la Anne of Avonlea)
- Anne's House of Dreams (1917) (continuare la Anne of Windy Poplars)
- Rainbow Valley (1919) (continuare la Anne of Ingleside)
- Rilla of Ingleside (1921) (continuare la Rainbow Valley)
- Emily of New Moon]] (1923)
- Emily Climbs (1925) (continuare la Emily of New Moon)
- The Blue Castle (1926)
- Emily's Quest (1927) (continuare la Emily Climbs)
- Magic for Marigold (1929)
- A Tangled Web 	(1931)
- Pat of Silver Bush (1932)
- Mistress Pat (1935) (continuare la Pat of Silver Bush)
- Anne of Windy Willows (1936)  (continuare la Anne of the Island)
- Jane of Lantern Hill (1937)
- Anne of Ingleside (1939)  (continuare la Anne's House of Dreams)

### Colecții de nuvele
- Chronicles of Avonlea	(1912)
- Further Chronicles of Avonlea(1920)
- The Road to Yesterday (1974)
- The Doctor's Sweetheart (1979)
- Akin to Anne: Tales of Other Orphans (1988)
- Along the Shore: Tales by the Sea (1989)
- Among the Shadows: Tales from the Darker Side (1990)
- After Many Days: Tales of Time Passed (1991)
- Against the Odds: Tales of Achievement (1991)
- At the Altar: Matrimonial Tales (1994)
- Across the Miles: Tales of Correspondence (1995)
- Christmas with Anne and Other Holiday Stories (1995)

### Poezie
- The Poetry of Lucy Maud Montgomery (1887)
- The Watchman & Other Poems (1916)

### Non-ficțiune
- Courageous Women (1934) (cu Marian Keith și Mabel Burns McKinley)

### Autobiografii
- The Alpine Path: The Story of My Career (1917)
- The Selected Journals of L.M. Montgomery, Vol. I - V (1985-2004)

### Texte și imagini
- L. M. Montgomery la Proiectul Gutenberg
- Ilustrând viața unui canadian: Un album personal al L. M. Montgomery Arhivat în 24 martie 2005, la Wayback Machine.
- Câteva poezii online Arhivat în 26 septembrie 2007, la Wayback Machine.

### Audiobook
- LibriVox (audiobook-uri oferite domeniului public)

### Organizații
- Institutul L.M. Montgomery
- Site-ul muzeului Lucy Maud Montgomery Leaskdale Manse Arhivat în 8 octombrie 2009, la Wayback Machine.
- Grupul de cercetare - L.M. Montgomery